# Nicola di Sutri
Nicola (fl. X secolo) è stato vescovo di Sutri, storicamente documentato nel 904.

## Biografia
Non si hanno notizie sulla vita del vescovo Nicola, ignoto alle cronotassi tradizionali dei vescovi sutrini.
Il 23 febbraio 904 papa Sergio III inviò un diploma all'abbazia di San Gallo in Svizzera, con il quale confermava ai monaci il diritto di libera elezione degli abati e tutti i privilegi acquisiti in precedenza da re e imperatori. La lettera fu «data …per manus Nicolai episcopi sancte Sutrine ecclesie et bibliothecarii sanctae sedis apostolice». Nicola, come d'altronde altri vescovi in quell'epoca, ebbe perciò un ruolo di rilievo nella curia romana, fungendo da datario della cancelleria pontificia e da bibliotecario papale.